# Нико-Ян Хоогма
Нико-Ян Хоогма (на холандски Nico-Jan Hoogma) е бивш холандски футболист, роден на 26 октомври 1968 г. в Хееренвеен.
Започва професионалната си кариера в началото на 90-те години с екипа на СК Камбюр. През 1992 г. пременава в първодивизионния ФК Твенте, където за шест години престой се налага като титуляр. Защитникът е забелязан от Хамбургер и малко след началото на сезон 1998/1999 облича екипа на германския тим. Там Хоогма отново е титуляр, а след 2001 г. и капитан на отбора. През 2004 г. отива във втородивизионния холандски Хераклес Алмело, който още същия сезон спечелва промоция за Ередивизи. След един сезон в първа дивизия холандецът прекратява кариерата си и става част от ръководството на отбора.

## Успехи
- Носител на Купата на Лигата през 2003 г. (1 път);
- Трето място в Първа Бундеслига през 2000 г. (1 път)